# Aviméta 121
L'Avimeta 121 est un avion de combat multiplace français de l'entre-deux-guerres. 
L'unique prototype fut commandé en 1927 dans le cadre d’un programme de multiplaces « BCR » (Bombardier-Chasse-Reconnaissance) et prit l’air en 1928 aux mains de Louis Moutonnier. Bimoteur à aile haute à profil très épais, dont le train d’atterrissage principal à importants carénages était supporté par une mâture impressionnante, cet avion était trop lourd et peu maniable. Une version à flotteur fut brièvement envisagée pour les missions d’exploration et de torpillage, mais l’appareil fut rapidement abandonné.